# Praha 4
Praha 4 označuje jednotku několika způsobů členění hlavního města Prahy, které mají pokaždé jiné územní vymezení.
Městská část Praha 4 představuje jednotku místní samosprávy statutárního města Prahy, kterou spravuje zastupitelstvo městské části (dalšími orgány jsou potom rada městské části, starosta městské části, úřad městské části a zvláštní orgány městské části). Prahu 4 v tomto rozsahu tvoří celá katastrální území Braník, Hodkovičky, Krč, Lhotka a Podolí a části katastrálních území Nusle, Michle, Záběhlice a Vinohrady. K 31. 12. 2024 měla 135 712 obyvatel.
Správní obvod Praha 4 vytváří Statut hlavního města Prahy a svěřuje městské části Praha 4 (jednotce místní samosprávy) výkon státní správy v přenesené působnosti nad rozsah stanovený krajským zřízením pro sousední městskou část Praha-Kunratice, tvořenou katastrálním územím Kunratice.
Obvod Praha 4 je územní jednotka členění Prahy pro výkon státní správy, mimo hranici hlavního města představuje obdobnou jednotku okres. Tvoří jej městské části Praha 4, Praha 11 (k. ú. Chodov a Háje), Praha 12 (k. ú. Cholupice, Kamýk, Komořany, Modřany a Točná), Praha-Kunratice, Praha-Libuš (k. ú. Libuš a Písnice), Praha-Šeberov a Praha-Újezd.

## Městská část Praha 4

### Popis

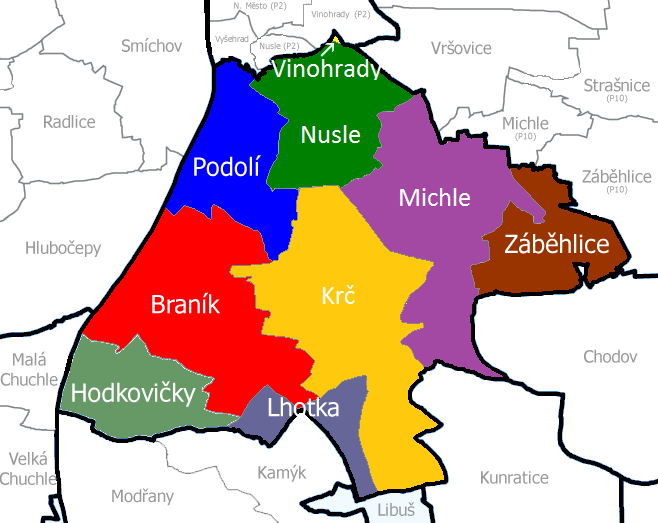
Městská část Prahy 4 a její katastrální území

Praha se člení na celkem 57 městských částí. Městské části poprvé stanovil s účinností od 24. listopadu 1990 dnes již zrušený zákon č. 418/1990 Sb., o hlavním městě Praze. Postavení a působnost městských částí v současné době upravuje zákon č. 131/2000 Sb., o hlavním městě Praze, zvláštní zákon a obecně závazná vyhláška č. 55/2000 Sb. hl. m. Prahy. Městská část je samostatný celek spravovaný voleným zastupitelstvem, radou a úřadem městské části. Stejně jako hlavní město Praha i každá městská část sama hospodaří s vlastním rozpočtem, který je sestavován individuálně dle potřeb dané městské části.
Městská část zahrnuje celá katastrální území Braník, Hodkovičky, Krč, Lhotka a Podolí. Spadá sem větší část Nuslí (kromě Nuselského údolí, tj. části Na Bělce, Lumírových sadů, Ostrčilova náměstí, ulic Sekaninova, Oldřichova, Zábojova, Lumírova, Spytihněvova a Jaromírova) a Michle (kromě Bohdalce a Slatin). Dále k Praze 4 patří menší část Záběhlic, tj. Spořilov včetně sídliště Spořilov I a Spořilov II, a nepatrná část Vinohrad, tj. části ulic Bělehradská a Závišova v trojúhelníku železničních tratí „Pod Nuselskými schody“.

### Symboly
Městská část Praha 4 zpočátku používala historický znak Nuslí (v heraldicky levé půli znak Prahy, v modrobílé heraldicky pravé vinný keř na zeleném kopci a nad ním červený štít s českým lvem s korunou), jež byly jako jediná obec na území dnešní městské části před vznikem Velké Prahy v roce 1922 povýšeny na město (roku 1898). S rostoucím zájmem o obecní heraldiku rozhodla rada 21. října 1997 o výběrovém řízení na nový znak. Vítězný návrh vypracoval Marek Králík a heraldicky upravil Jan Dvořák. Znak tvoří čtvrcený štít, jehož první pole je modré, druhé a třetí stříbrné (bílé) a čtvrté zelené. Uprostřed je štítek s malým znakem hl. m. Prahy. Znak zdobí stříbrná (bílá) tzv. zděná koruna, typický prvek městských znaků. Vlajkou městské části zůstal historický prapor Nuslí s modrým, zeleným a bílým pruhem; ten obsahuje od roku 1927 i znak hlavního města Prahy (jako sedmý zprava). Symboly schválila Poslanecká sněmovna 27. dubna 1999 (č. rozhodnutí 15), osvědčení předal v květnu 1999 starostce Studenovské její předseda Václav Klaus. Prapor slavnostně předal v září tehdejší poslanec a zároveň člen zastupitelstva Augustin Bubník.

### Kultura

#### Architektura a veřejný prostor
- Branické ledárny a pivovar
- Kongresové centrum Praha
- Kostel Narození Panny Marie
- Kostel svaté Anežky České
- Kostel svatého Pankráce
- Kostel svatého Václava (Nusle)
- Kostel svatého Michaela archanděla (Podolí)
- Národní dům v Nuslích
- Nuselská radnice
- Nuselský pivovar
- Michelský dvůr
- Podolská vodárna
- Plavecký stadion
- Thomayerova nemocnice
- Vršovická vodárna
- Věznice a soud Pankrác

#### Divadla
- Divadlo Na Jezerce (Na Jezerce 1451/2a)
- Divadlo Na Fidlovačce (Křesomyslova 625/4)
- Divadlo Dobeška – Divadlo Sklep (Jasná I. 1181/6)
- Branické divadlo (Branická 411/63)
- Divadlo Bez Hranic (Křesomyslova 594/14)
- Divadlo Zvoneček (Novodvorská 1013/151)

#### Knihovny
Na území Prahy 4 má Městská knihovna v Praze 6 poboček:
1. Jezerka (Nuselská 603/94, bývalá Občanská záložna v Michli)
2. Krč (Štúrova 1282/12, v Modrém pavilonu)
3. Novodvorská (Novodvorská 1013/151, v Kulturním centru Novodvorská)
4. Pankrác (Na Veselí 542/5)
5. Spořilov (Postupická 2932/7)
6. Vikova (Vikova 1223/4)

Na Praze 4 nepůsobí žádná jiná veřejná knihovna, ale některé z institucí sídlících na tamním území provozují vlastní knihovny, jako Husitská teologická fakulta Univerzity Karlovy (Pacovská 350/4).

### Majetek
V letech 1990–2007 patřil této městské části zámek v Protivíně.

### Správa

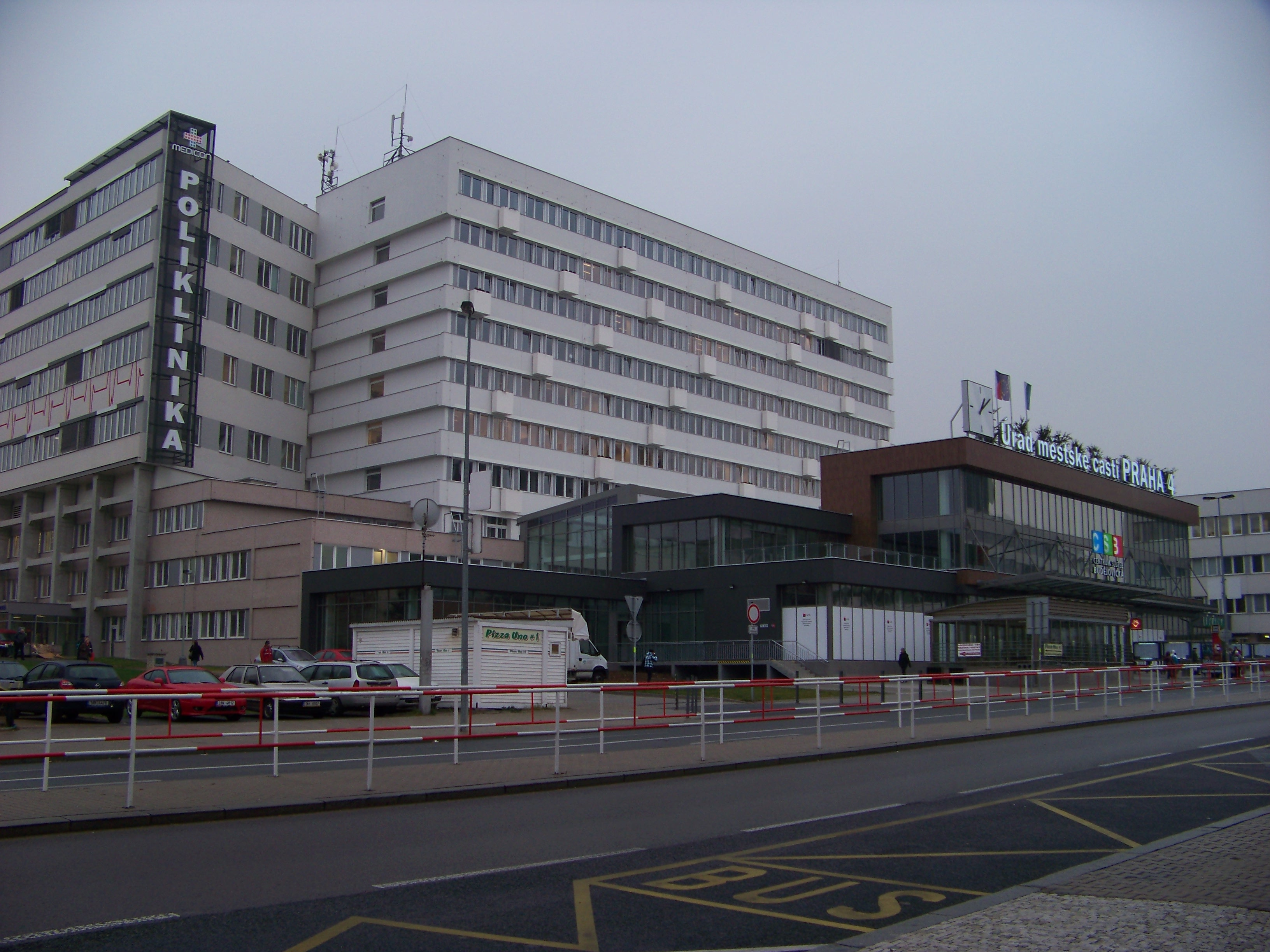
Úřad městské části Praha 4, v pozadí poliklinika Budějovická

Vedení městské části sídlí tradičně v secesní Nuselské radnici (Táborská 500/30). V létě 2011 se většina oddělení úřadu MČ, jejichž kanceláře byly v provizorních prostorách nebo různě rozptýlené, přestěhovala do přestavěné budovy polikliniky u metra Budějovická (Antala Staška 2059/80b), navzdory odporu opozice pronajaté na 35 let. Radnice od roku 1995 vydává měsíční zpravodaj (11x ročně) nazvaný Tučňák (bez ISSN, registrace MK ČR E 12556 z března 1999).
Jako největší městská část v ČR má Praha 45 zastupitelů (což příslušně zvyšuje údaje o počtech hlasů ve volbách níže).
Městská část v letech 2008 a 2009 založila tři společnosti k zajišťování služeb obyvatelům. V dubnu 2008 první vzniknuvší společnost 4-Volnočasová, o.p.s. měla podporovat kulturní, společenské a sportovní vyžití. Dlouhodobě ovšem vykazovala ztráty, a tak byla v dubnu 2016 zrušena s likvidací. Druhá společnost 4-Majetková, a.s., která je vedena v obchodním rejstříku od října 2008 a jejímž jediným akcionářem je právě městská část Praha 4, spravuje nemovitý obecní (včetně Biotopu Lhotka nebo ubytovny na Novodvorské) i komerční majetek (především SVJ). Nejmladší společností je od března 2009 4-Energetická, a.s., působící jako zprostředkovatel dodávek tepelné energie a teplé vody. Firma je nicméně terčem kritiky, že zneužívá svého monopolního postavení a odběr tepla svým odběratelům předražuje. Zastupitelstvo se již několikrát pokusilo společnost prodat, vždy neúspěšně.

#### Starostové
1. Zdeněk Klausner (ODS) 1990–1994, 1994–1998
2. Miroslava Studenovská (ODS) 1998–2000, odvolána
3. Zdeněk Hovorka (ODS) 2001–2002, 2002–2005, odstoupil
4. Bohumil Koukal (ODS) 2005–2006
5. Pavel Horálek (ODS) 2006–2010, 2010–2012, odvolán
6. Pavel Caldr (do 2013 ODS, od 2013 Pro Prahu) 2012–2014
7. Petr Štěpánek (Zelení) 2014–2018, 2018–2019, odvolán
8. Irena Michalcová (ANO 2011) 2019–2022
9. Ondřej Kubín (ODS) 2022–

#### Volby 1994
| Volební strana                     | počet hlasů | hlasy v % | počet zastupitelů | zastupitelé v % |
| ---------------------------------- | ----------- | --------- | ----------------- | --------------- |
| Občanská demokratická strana       | 187575      | 43,88     | 23                | 51,11           |
| Občanská demokratická aliance      | 63334       | 14,82     | 8                 | 17,78           |
| Česká strana sociálně demokratická | 44907       | 10,50     | 7                 | 15,56           |
| Komunistická strana Čech a Moravy  | 40677       | 9,52      | 6                 | 13,33           |
| Demokratická unie                  | 24128       | 5,64      | 1                 | 2,22            |

#### Volby 1998
| Volební strana                           | hlasů | %     | zastupitelů | v %  |
| ---------------------------------------- | ----- | ----- | ----------- | ---- |
| Občanská demokratická strana             | 93835 | 39,92 | 21          | 46,7 |
| Unie pro Prahu 4 (KDU-ČSL, Unie svobody) | 56557 | 24,06 | 10          | 22,2 |
| Česká strana sociálně demokratická       | 43544 | 18,53 | 9           | 20,0 |
| Komunistická strana Čech a Moravy        | 20139 | 8,57  | 5           | 11,1 |
| Koalice ODA, DEU                         | 12527 | 5,33  | –           | –    |

Pro volby v listopadu 1998 rozdělilo Prahu 4 předchozí zastupitelstvo do dokonce 9 obvodů po 5 křeslech. Vítězná ODS uzavřela koalici s Unií pro Prahu 4 (KDU-ČSL, US) a starostkou se stala Miroslava Studenovská. Rozpor ve vedení radnice rozpoutala demise místostarosty Ondřeje Turka (US) v srpnu 2000, kterou chtěl ukázat na údajnou korupci svých kolegů. Krize se vystupňovala v prosinci 2000, kdy zastupitelstvo 25 hlasy odvolalo starostku. Jako jeden z hlavních důvodů byla uváděna zahraniční cesta Studenovské do Spojených států, kterou měla platit společnost hodlající stavět na pankrácké pláni. Po odchodu většiny Unie z koalice drželi radu tři její bývalí členové. Vedením radnice byl pověřen Zdeněk Hovorka z ODS, kterého až v květnu 2001 zastupitelstvo zvolilo starostou s přispěním hlasů KSČM a za neúčasti opozice.

#### Volby 2002
| Volební strana                     | hlasů  | v %   | zastupitelů | v %   |
| ---------------------------------- | ------ | ----- | ----------- | ----- |
| Občanská demokratická strana       | 135255 | 41,16 | 20          | 44,44 |
| Unie pro Prahu 4 (KDU-ČSL, US)     | 68233  | 20,77 | 9           | 20,00 |
| Česká strana sociálně demokratická | 61629  | 18,76 | 8           | 17,78 |
| Komunistická strana Čech a Moravy  | 36777  | 11,19 | 5           | 11,11 |
| Moderní město (SNK, SZ, SOS)       | 24029  | 7,31  | 3           | 6,67  |

Volby v roce 2002 potvrdily starostou Zdeňka Hovorku z ODS, která utvořila koalici s ČSSD podobně jako na magistrátu. Hovorka byl ale v červnu 2005 donucen rezignovat poté, co nebyl schopen vysvětlit, kde vzal peníze na luxusní byt v Podolí za 8 milionů korun. Novým starostou byl zvolen Bohumil Koukal (ODS) 36 hlasy včetně Unie a KSČM.

#### Volby 2006
| Volební strana                     | hlasů  | v %   | zastupitelů | v %   |
| ---------------------------------- | ------ | ----- | ----------- | ----- |
| Občanská demokratická strana       | 193638 | 52,69 | 29          | 64,44 |
| Česká strana sociálně demokratická | 60649  | 16,50 | 6           | 13,33 |
| Strana zelených                    | 50028  | 13,61 | 5           | 11,11 |
| Unie pro Prahu 4 (KDU-ČSL, SNK ED) | 29846  | 8,12  | 3           | 6,67  |
| Komunistická strana Čech a Moravy  | 29329  | 7,98  | 2           | 4,44  |

Občanská demokratická strana získala rekordní nadpoloviční většinu hlasů a skoro dvě třetiny křesel a její nominant Pavel Horálek se stal starostou. Jeden zastupitel z Unie pro Prahu 4 změnil klub ve prospěch sociálních demokratů a členové Unie v roce 2009 přestoupili k nově založené TOP 09.

#### Volby 2010
| Volební strana                     | hlasů  | hlasy v % | zastupitelů | v %   |
| ---------------------------------- | ------ | --------- | ----------- | ----- |
| Občanská demokratická strana       | 115148 | 30,30     | 16          | 35,56 |
| TOP 09                             | 99665  | 26,23     | 14          | 31,11 |
| Česká strana sociálně demokratická | 73314  | 19,29     | 10          | 22,22 |
| Strana zelených                    | 34670  | 9,12      | 4           | 8,89  |
| Komunistická strana Čech a Moravy  | 25950  | 6,83      | 1           | 2,22  |

Volby v roce 2010 potvrdily v starostenském křesle dosavadního Pavla Horálka z ODS, jehož strana utvořila koalici s ČSSD. V prosinci 2012 ale 13 ze 16 členů domovského klubu vyjádřilo starostovi nedůvěru a na jeho místo zvolilo Pavla Caldra. V této souvislosti se skloňovalo jméno vlivného podnikatele Ondřeje Palounka jako hlavního hybatele dění v ODS. Koalici nově podpořili tři nezávislí, kteří odešli z TOP 09. Centrála občanských demokratů v únoru 2013 nechala tamní oblastní sdružení kvůli údajnému netransparentnímu náboru nových členů (tzv. „černých duší“) rozpustit.

#### Volby 2014
| Volební strana                     | počet hlasů | hlasy v % | počet zastupitelů | zastupitelé v % |
| ---------------------------------- | ----------- | --------- | ----------------- | --------------- |
| ANO 2011                           | 64110       | 21,69     | 12                | 26,67           |
| Trojkoalice (SZ, KDU-ČSL, STAN)    | 56160       | 19,00     | 11                | 24,44           |
| TOP 09                             | 53259       | 18,01     | 10                | 22,22           |
| Česká strana sociálně demokratická | 37658       | 12,74     | 5                 | 11,11           |
| Občanská demokratická strana       | 28853       | 9,76      | 5                 | 11,11           |
| Pro Prahu                          | 21978       | 7,43      | 2                 | 4,44            |

Po komunálních volbách v roce 2014 vznikla koalice stran Trojkoalice (Strana zelených, KDU-ČSL a Starostové a nezávislí), TOP 09 a ČSSD. Poprvé od sametové revoluce se do zastupitelstva nedostali komunisté. V březnu 2015 se koalice rozpadla a Trojkoalice se starostou Petrem Štěpánkem utvořila koalici s ODS a odpadlíky z hnutí ANO 2011 (klub STAN-Tučňák), koalici potom hlasy podpořili zastupitelé z hnutí Pro Prahu. Do klubu Trojkoalice v průběhu funkčního období zastupitelstva vstoupili dva členové z TOP 09. Zastupitelé zvolení za ANO 2011, které po volbách skončilo v opozici, se kromě domovského klubu rozpadli do klubu STAN-Tučňák, jeden se stal členem klubu TOP 09 a jeden byl nezařazený.

#### Volby 2018
Ve volbách v říjnu 2018 bylo zrušeno rozdělení Prahy 4 na volební obvody, zavedené již roku 1994 s odůvodněním, že jednotlivé čtvrti se liší, ovšem kritizované jako poškozující menší strany. Přesto se poprvé od sametové revoluce do zastupitelstva nedostala ČSSD (3,16 %, jen těsně před KSČM). Vyhlášené výsledky voleb na konci října změnil soud na základě stížnosti, že v okrsku 4041 volební komise chybně vykázala méně než desetinu odevzdaných hlasů pro ANO; to tím získalo osmý mandát na úkor Společně pro Prahu 4.
| Volby 2018: účast 45,6 % ze 96 394 voličů                               | Volby 2018: účast 45,6 % ze 96 394 voličů | Volby 2018: účast 45,6 % ze 96 394 voličů | Volby 2018: účast 45,6 % ze 96 394 voličů | Volby 2018: účast 45,6 % ze 96 394 voličů |
| ----------------------------------------------------------------------- | ----------------------------------------- | ----------------------------------------- | ----------------------------------------- | ----------------------------------------- |
| strana                                                                  |                                           |                                           | % hlasů                                   | (zvoleno)                                 |
| Piráti a nezávislí                                                      | Piráti a nezávislí                        |                                           | 18,85 % (10)                              | 18,85 % (10)                              |
| ODS                                                                     | ODS                                       |                                           | 17,49 % (9)                               | 17,49 % (9)                               |
| P4S (Zelení a nezávislí)                                                | P4S (Zelení a nezávislí)                  |                                           | 17,46 % (9)                               | 17,46 % (9)                               |
| ANO 2011                                                                | ANO 2011                                  |                                           | 15,46 % (8)                               | 15,46 % (8)                               |
| SpP4 (STAN s KDU-ČSL)                                                   | SpP4 (STAN s KDU-ČSL)                     |                                           | 10,80 % (5)                               | 10,80 % (5)                               |
| TOP 09                                                                  | TOP 09                                    |                                           | 8,55 % (4)                                | 8,55 % (4)                                |
| jen strany s mandáty (z 11 kandidujících); výsledky po soudním přepočtu |                                           |                                           |                                           |                                           |

Vítězní Piráti a nezávislí, kteří se už v předvolební strategii vymezili proti ANO a jeho údajnému střetu zájmů, podle ČTK krátce jednali s poslední TOP09 a dokonce i s druhou ODS, ale do týdne uzavřeli koalici s uskupeními Praha 4 sobě – Zelení a nezávislí a Společně pro Prahu 4 (STAN s KDU-ČSL). Sám pirátský lídr Vansa uvedl, že jednal o koalici buď se Zelenými, nebo ODS, v obou případech doplněné na většinu o Společně pro Prahu 4 a TOP09; sám by chtěl „přesně zrcadlit magistrátní koalici, ale koaliční partneři preferovali jiný formát“, takže TOP 09 (na magistrátě v trojkoalici Společně pro Prahu) nakonec nepřibrali, přestože v „programu ani personálních otázkách nenarazili na sporné body“.
Zelený Petr Štěpánek zůstal starostou, Piráti za to získali 4 z 9 radních s výběrem gescí. V opozici kromě ODS a TOP 09, které deklarovaly, že nadále budou postupovat společně, skončilo ANO. Koalice však disponovala nejtěsnější většinou 23 hlasů proti 22: vedle toho, že o jeden po uzavření dohody přišla soudním přepočtem, plastická chiruržka MUDr. Aneta Krajcová (bezpartijní za STAN, v předchozím období zastupitelka zvolená za ANO; roku 2010 kandidovala na magistrát na nevolitelném místě jako členka ODS) zvolená díky osobním hlasům ze 7. místa kandidátky přešla do klubu ANO.
Na zastupitelstvu 23. dubna 2019 opozice s podporou radního Josefa Svobody (KDU-ČSL) prosadila hlasování o odvolání rady a odvolala starostu Štěpánka a většinu radních. Svoboda se poté v nové koalici ANO, ODS a TOP 09 stal místostarostou, starostkou byla 23 hlasy proti Štěpánkovým 21 zvolena Irena Michalcová (ANO). Celostátní předsedové STAN, TOP 09 a Strany zelených (všechny tři kandidovaly do květnových eurovoleb společně a vymezovaly se proti ANO) deklarovali, že jednání proběhlo bez konzultace se stranickými orgány a nová rada „stojí na hlasech dvou přeběhlíků, což celostátní vedení považují za nesprávné rozhodnutí.“ Místní organizace KDU-ČSL Svobodovo jednání důrazně odsoudila, Svoboda byl vyloučen z klubu a strana mu pozastavila členství. V březnu 2021 přestoupila zastupitelka za ODS Klára Cingrošová do SPD, ve svém domovském zastupitelském klubu však zůstala.

#### Volby 2022
Radu městské části pro nadcházející volební období utvořila koalice Společně ODS s TOP 09 a ANO 2011. Starostenský post získala ODS pro Ondřeje Kubína, dosavadní starostka Irena Michalcová se stala 1. místostarostkou.
| Volby 2022: účast 41,9 % ze 93 860 voličů | Volby 2022: účast 41,9 % ze 93 860 voličů | Volby 2022: účast 41,9 % ze 93 860 voličů | Volby 2022: účast 41,9 % ze 93 860 voličů | Volby 2022: účast 41,9 % ze 93 860 voličů |
| ----------------------------------------- | ----------------------------------------- | ----------------------------------------- | ----------------------------------------- | ----------------------------------------- |
| strana                                    |                                           |                                           | % hlasů                                   | (zvoleno)                                 |
| Společně (ODS s TOP 09)                   | Společně (ODS s TOP 09)                   |                                           | 24,99 % (13)                              | 24,99 % (13)                              |
| ANO 2011                                  | ANO 2011                                  |                                           | 20,22 % (10)                              | 20,22 % (10)                              |
| P4S (Zelení a nezávislí)                  | P4S (Zelení a nezávislí)                  |                                           | 16,88 % (8)                               | 16,88 % (8)                               |
| Piráti a nezávislí                        | Piráti a nezávislí                        |                                           | 15,28 % (8)                               | 15,28 % (8)                               |
| SpP4 (STAN s KDU-ČSL)                     | SpP4 (STAN s KDU-ČSL)                     |                                           | 12,30 % (6)                               | 12,30 % (6)                               |
| jen strany s mandáty (z 9 kandidujících)  |                                           |                                           |                                           |                                           |

- Starosta: Ondřej Kubín (ODS)
- Místostarostové: Irena Michalcová (ANO)
- Další členové rady:

| Společně ODS s TOP 09 · Společně ODS s TOP 09 · Společně ODS s TOP 09 · Společně ODS s TOP 09 · Společně ODS s TOP 09 · Společně ODS s TOP 09 · Společně ODS s TOP 09 · Společně ODS s TOP 09 · Společně ODS s TOP 09 · Společně ODS s TOP 09 · Společně ODS s TOP 09 · Společně ODS s TOP 09 · Společně ODS s TOP 09 | ANO 2011 · ANO 2011 · ANO 2011 · ANO 2011 · ANO 2011 · ANO 2011 · ANO 2011 · ANO 2011 · ANO 2011 · ANO 2011 | Praha 4 sobě · Praha 4 sobě · Praha 4 sobě · Praha 4 sobě · Praha 4 sobě · Praha 4 sobě · Praha 4 sobě · Praha 4 sobě | Piráti a nezávislí · Piráti a nezávislí · Piráti a nezávislí · Piráti a nezávislí · Piráti a nezávislí · Piráti a nezávislí · Piráti a nezávislí · Piráti a nezávislí | Společně pro Prahu 4 · Společně pro Prahu 4 · Společně pro Prahu 4 · Společně pro Prahu 4 · Společně pro Prahu 4 · Společně pro Prahu 4 |

- Společně ODS s TOP 09 (13): Ondřej Kubín, Michal Hroza, Lucie Michková, Jaroslav Míth, Filip Vácha, Patrik Opa, Petr Hais, Hana Horálková, Petr Kučera, Olgerd Pukl, Zdeněk Kovářík, Pavel Fikar, Petr Tomáš Opletal
- ANO 2011 (10): Irena Michalcová, Tomáš Hrdinka, Jan Hušbauer, Radek Lacko, Robert Králíček, Tomáš Chaloupka, Pavel Fišer, Jaroslava Mörwicková, Aneta Krajcová, Jana Svatá
- Praha 4 sobě – Zelení a nezávislí (8): Petr Štěpánek, Jan Slanina, Alžběta Rejchrtová, Iva Kotvová, Petr Kutílek, Eva Benešová, Petr Štádler, Jana Jurdová
- Piráti a nezávislí (8): Petra Rejchrtová, Jan Hora, Josef Vlach, Ivana Wurmová, Tibor Vansa, Vladimíra Sýkorová, Tereza Nislerová, Tomáš Liškutín
- Společně pro Prahu 4 – Starostové a nezávislí s KDU-ČSL (6): Lukáš Zicha, Tomáš Kaplan, Ondřej Růžička, Jan Žáček, Kateřina Kapková, Václav Horčička

### Senátoři
- Senátní obvod č. 20 (2018–2024): Jiří Drahoš (STAN, TOP 09, KDU-ČSL, SZ; BPP)
- Senátní obvod č. 17 (2018–2024): Pavel Fischer (nezávislý kandidát; BPP)

### Čestní občané
Seznam čestných občanů MČ Praha 4 (+ zemřelí):
| - Josef Abrhám + - Jiří Barták - Adolf Born + - Augustin Bubník + - Karel Černý - František Dvořák + - Miroslav Fiedler + - Richard Hindls - Jaroslav Hofrichter + - Věnceslava Hrdličková + - Jan Hrušínský | - Naděžda Kavalírová + - Ivan Klíma - Jaroslav Kozlík + - Jaroslava Křupalová - Eduard Kuhn + - Jiří Kusý + - Eduard Marek + - Štefan Margita - Zdeněk Miler + - Václav Neckář - Jaroslav Němeček | - Pavel Pafko - Vladimír Prchlík + - Petr Skarlant + - Emma Srncová - Libuše Šafránková + - Pavel Tříska + - Ludmila Třísková - Alena Vorlová - Hana Zagorová + - Eva Zaoralová + - Jiří Žáček |

## Správní obvod Praha 4
Zákon č. 131/2000 Sb., o hlavním městě Praze, zmocňuje zastupitelstvo města k vydání obecně závazné vyhlášky (tzv. Statutu), ve které upraví své vnitřní poměry včetně výkonu státní správy v přenesené působnosti. V Praze od 1. ledna 2002 funguje 22 správních obvodů. Městská část Praha 4 na základě Statutu vykonává pro sousední městskou část Praha-Kunratice, tvořenou katastrálním územím Kunratice, např. agendu matričního, stavebního nebo živnostenského úřadu.

## Obvod Praha 4
Praha se člení na celkem 10 obvodů. Ustanovil je s účinností od 1. ledna 2021 zákon č. 51/2020 Sb., o územně správním členění státu. Jeho prováděcím předpisem je vyhláška ministerstva vnitra č. 346/2020 Sb., o stanovení správních obvodů obcí s rozšířenou působností, území obvodů hlavního města Prahy a příslušnosti některých obcí do jiného okresu.
Obvod Praha 4 se spádovým centrem v Nuslích leží na pravém břehu Vltavy jižně od pražského centra. V současné době zahrnuje městské části Praha 4, Praha 11 (k. ú. Chodov a Háje), Praha 12 (k. ú. Cholupice, Kamýk, Komořany, Modřany a Točná), Praha-Kunratice, Praha-Libuš (k. ú. Libuš a Písnice), Praha-Šeberov a Praha-Újezd. Toto členění využívá např. finanční správa, která zřizuje územní pracoviště pro Prahu 4. Stejnou územní působnost vymezuje zákon č. 6/2002 Sb., o soudech a soudcích, pro Obvodní soud pro Prahu 4, který sídlí v justičním areálu Na Míčánkách. Pobočky České pošty v obvodu Prahy 4 nesou označení Praha 4xx a poštovní směrovací číslo adres označení 14x xx. Jinak je tomu např. u Obvodního ředitelství Policie Prahy IV, které zahrnuje obvody 4 a 10. Registr územní identifikace definuje obvod jako součást adresy, uliční tabule v Praze 4 tedy ve druhém řádku nesou označení katastrálního území (části obce) a obvodu Praha 4.
Po svém připojení k Velké Praze v roce 1922 dostaly dosavadní samostatné obce ležící jihovýchodně od hlavního města nová označení. Vládní nařízení č. 7/1923 stanovilo obvody Praha XIII (dosavadní město Vršovice a obce Záběhlice, Hostivař a Staré Strašnice), Praha XIV (dosavadní město Nusle a obce Michle a Krč) a Praha XV (dosavadní obce Braník, Podolí a Hodkovičky). V roce 1947 se názvy obvodů rozšířily o názvy sídelních čtvrtí Vršovice, Nusle a Braník a oddělením Hostivaře, Starých Strašnic a části Záběhlic z XIII. obvodu vznikl nový obvod Praha XX-Strašnice. Správní reformou z roku 1949 došlo k redefinování obvodů Praha 13 (rozšířený o část Michle z původní Prahy XIV), Praha 14 (zúžený o část Nuslí ve prospěch Prahy 2, část Michle ve prospěch Prahy 13 a část Krče ve prospěch Prahy 15) a Praha 15 (rozšířený o část Krče z původní Prahy XIV a zúžený o část Hodkoviček ve prospěch Prahy 14), které byly napříště označeny arabskými číslicemi. Zákon č. 36/1960, o územním členění státu vytvořil nový obvod Prahy 4 (toto označení neslo původně území Košíř, Motola, Jinonic a části Smíchova na levém břehu Vltavy, dnešní Praha 5), který zahrnoval Braník, Hodkovičky, Krč, Lhotku, Podolí, větší část Nuslí (kromě Nuselského údolí) a Michli a menší část Záběhlic (Spořilov s okolím). V letech 1968 a 1974 se rozrostl o obce nově připojované k Praze. K 1. lednu 1968 se obvod rozšířil o obce Háje, Chodov, Kunratice, Libuš a město Modřany. Na základě zákona ČNR č. 31/1974 Sb. s platností od 1. července 1974 přibyly obce Cholupice, Točná, Písnice, Šeberov, Újezd u Průhonic. Roku 1990 byl obvod předefinován výčtem městských částí.